# Break My Soul
Break My Soul è un singolo della cantante statunitense Beyoncé, pubblicato il 20 giugno 2022 come primo estratto dal settimo album in studio Renaissance. Il brano è stato riconosciuto con il Grammy Award alla miglior canzone dance, venendo inoltre candidato nelle categorie canzone dell'anno e registrazione dell'anno.
Inserita nella lista delle 200 migliori canzoni dance di tutti i tempi stilata da Rolling Stone, la canzone è stata elogiata dalla critica musicale, in particolar modo per la produzione e il messaggio di fiducia agli oppressi, alla comunità LGBT e di omaggio alla musica dance afroamericana, venendo sancita come una delle migliori canzoni del 2022. Il brano è stato candidato in numerose premiazioni musicali, vincendo il BRIT Award alla migliore canzone internazionale e il Soul Train Music Award alla canzone dell'anno.
Commercialmente Break My Soul è divenuto l'8º singolo della cantante a raggiungere la 1ª della classifica statunitense Billboard Hot 100, oltre che la vetta della Hot R&B/Hip-Hop Songs, Hot R&B Songs e Hot Dance/Electronic Songs, primo brano in assoluto a raggiungere la 1ª posizione di tutte e quattro le classifiche contemporaneamente. Nel Regno Unito il singolo ha raggiunto il picco alla 2ª posizione della Official Singles Chart, 20º brano di Beyoncé ad esordire tra le prime dieci posizioni della classifica.

## Pubblicazione
Il titolo del brano e la data di pubblicazione sono stati rivelati il 20 giugno 2022 senza nessun annuncio formale. Originariamente la sua uscita era programmata alla mezzanotte EST del 21 giugno in coincidenza con il solstizio estivo, ma in seguito al suo leak parziale è stato reso disponibile con due ore di anticipo.

## Descrizione
Break My Soul è stato descritto come un pezzo di musica house e nu-disco caratterizzato da un hook «insistente e ticchettante». Presenta un campionamento del brano Explode di Big Freedia del 2014 e un'interpolazione tratta da Show Me Love di Robin S. del 1993. Il testo rappresenta un invito all'accettazione e all'amor proprio, e l'interprete esorta il suo pubblico ad «uscire da stessi» per un momento ed esplorare attentamente le proprie priorità.

### Remix
Il 3 agosto 2022 Beyoncé ha pubblicato un EP con quattro versioni remix del brano, prodotte da will.i.am, Terry Hunter, Honey Dijon e Nita Aviance.
Il 5 agosto 2022 è stato pubblicato un remix alternativo in collaborazione con Madonna, il quale è ampiamente basato su un campionamento del singolo Vogue di quest'ultima. Intitolato The Queens Remix, in esso Beyoncé elenca una serie di artiste: Madonna, Rosetta Tharpe, Santigold, Bessie Smith, Nina Simone, Betty Davis, Solange Knowles, Erykah Badu, Lizzo, Kelly Rowland, Lauryn Hill, Roberta Flack, Toni Braxton, Janet Jackson, Tierra Whack, Missy Elliott, Diana Ross, Grace Jones, Aretha Franklin, Anita Baker, Sade Adu, Jill Scott, Michelle Williams, Chloe x Halle, Aaliyah, Alicia Keys, Whitney Houston, Rihanna e Nicki Minaj. Heran Mamo di Billboard, recensendo la collaborazione, riporta che l'elenco cantato da Beyoncé è una chiara citazione di Vogue, in cui venivano citati attori del calibro di Marlon Brando, James Dean e Grace Kelly, mentre Jon Caramanica del New York Times ha definito il remix «elettrico, sia dal punto di vista filosofico e culturale che musicale».

## Accoglienza
Break My Soul ha ottenuto recensioni prevalentemente positive da parte della critica specializzata. Il Rolling Stone lo ha inserito sia alla 108ª posizione nella sua lista delle 200 migliori canzoni dance di tutti i tempi, che che alla 428ª posizione nella lista dei 500 migliori brani musicali di tutti i tempi.
Julianne Escobedo Shepherd di Pitchfork ha definito il brano «una liberazione da discoteca» che presenta «Beyoncé come un inibitore, il suo tentativo di placare la depressione diffusa e lo stress schiacciante della modernità». La giornalista ha poi sottolineato la posizione del brano in un filone di musica house e di «tradizione queer nera», definendolo un «palinsesto [con] evocazioni e suoni stratificati in profondità nelle memorie dei club».
Scrivendo per Billboard, Larisha Paul ha sottolineato i «quasi cinque minuti di durata della canzone in un'epoca di streaming algoritmico in cui anche avventurarsi oltre i tre minuti sembra un rischio». Inoltre, ha elogiato la produzione per aver «permesso al disco di respirare, scambiando l'urgenza frettolosa e sovraffollata con ritmi ad alta energia e al pianoforte». Kyle Denis della stessa pubblicazione ha elogiato Beyoncé per aver superato l'ageismo nell'industria musicale, scrivendo che gli elementi di bounce e rap aiutano il brano house a sentirsi «fresco e unicamente Beyoncé». L'ha inoltre elogiata per aver onorato le origini nere e queer della musica dance, basandosi sulla sua trasformazione in «una delle artiste sociopolitiche chiave dell'ultimo decennio».
Kyann-Sian Williams di NME ha riportato che «è sorprendente vedere un aumento della visibilità dei neri nella musica dance» in riferimento all'album Honestly, Nevermind di Drake e al singolo di Beyoncé. Sebbene abbia riscontrato alcune problematicità nella melodia del brano, rimane affascinata dalle capacità canore della cantante, affermando che «cantare su brani dance non è facile e solo le migliori star dell'R&B ci riescono», compiacendosi anche per i temi del brano «impertinente, pieno di orgoglio; [...] Break My Soul va oltre qualche problema di melodia, grazie al suo bellissimo messaggio di fiducia».

### Riconoscimenti di fine anno
- 1º — Los Angeles Times[36]
- 1º — Slant Magazine[37]
- 1º — The Washington Post[38]
- 2º — Billboard[39]
- 2º — The Guardian[40]
- 3º — Exclaim![41]
- 4º — USA Today[42]
- 5º — Time[43]
- 8º — Rolling Stone[44]
- 20º — NME[45]
- 56º — Pitchfork[46]

## Riconoscimenti
Grammy Award
- 2023 – Miglior canzone dance
- 2023 – Candidatura alla canzone dell'anno
- 2023 – Candidatura alla registrazione dell'anno

ASCAP Pop Awards
- 2023 – Canzone più trasmessa

American Music Award
- 2022 – Candidatura alla migliore canzone R&B

BET Awards
- 2023 – BET Her Award
- 2023 – Viewer Choice Award

BRIT Award
- 2023 – Canzone internazionale dell'anno

iHeartRadio Music Awards
- 2023 – Candidatura alla canzone R&B dell'anno

MTV Video Music Awards
- 2022 – Candidatura alla canzone dell'estate

National Music Publishers' Association
- 2023 – Platinum Award

Soul Train Music Award
- 2022 – Canzone dell'anno
- 2022 – Candidatura al The Ashford & Simpson Songwriter's Award

## Tracce
Testi e musiche di Beyoncé Knowles-Carter, Terius Nash, Christopher Stewart, Allen George, Fred McFarlane, Shawn Carter, Adam Pigott e Freddie Ross
Download digitale
1. Break My Soul – 4:38

Download digitale – 2ª versione
1. Break My Soul – 4:38
2. Break My Soul (Acapella Version) – 4:04
3. Break My Soul (Instrumental Version) – 4:35

Download digitale – Remixes
1. Break My Soul (will.i.am Remix) – 3:58
2. Break My Soul (Terry Hunter Remix) – 5:30
3. Break My Soul (Honey Dijon Remix) – 6:27
4. Break My Soul (Nita Aviance Club Mix) – 9:54

Download digitale – The Queens Remix
1. Break My Soul (con Madonna) (The Queens Remix) – 5:56

## Successo commerciale
Negli Stati Uniti Break My Soul ha esordito al 15º posto della Billboard Hot 100 con soli tre giorni di conteggio grazie a 14 milioni di stream, 10,7 milioni di airplay radiofonico e 22 000 copie digitali, diventando il quarantunesimo singolo in top forty per Beyoncé e il suo debutto più alto dalla collaborazione con Eminem Walk on Water del 2017. La settimana successiva è salito al 7º posto dopo la prima settimana completa di vendite, con 16,6 milioni di riproduzioni in streaming, 23 milioni di ascolti radiofonici e 11 000 download digitali, diventando il ventesimo singolo in top ten della cantante, eguagliando così Paul McCartney e Michael Jackson come gli unici artisti nella storia della classifica a esordire con almeno venti canzoni tra le prime dieci posizioni. In seguito all'uscita dell'album di provenienza ha raggiunto la vetta della Hot 100 con 61,7 milioni di ascoltatori raggiunti via radio, 18,9 milioni di stream e 13 000 download, diventando l'8º numero uno dell'artista nonché il primo da solista da Single Ladies (Put a Ring on It) del 2008; allo stesso tempo ha anche raggiunto la vetta delle classifiche Hot R&B/Hip-Hop Songs, Hot R&B Songs e Hot Dance/Electronic Songs, diventando la prima canzone in assoluto a raggiungere la prima posizione di tutte e quattro le classifiche contemporaneamente. Il brano ha spodestato About Damn Time di Lizzo dal numero uno ed in seguito è stato a sua volta sorpassato da Super Freaky Girl di Nicki Minaj, facendo del 2022 il primo anno dal 2013 in cui tre artiste soliste hanno raggiunto consecutivamente il primo posto.
Nel Regno Unito il singolo è entrato nella Official Singles Chart al 21º posto con 21 077 unità di vendita, dando a Beyoncé la sua trentaseiesima top forty in territorio britannico. Durante la sua seconda settimana è divenuta anche qui la ventesima top ten dell'artista, arrivando al 4º posto grazie a 34 411 unità. Nella settimana d'uscita di Renaissance ha toccato un picco di 2 con 42 927 unità, segnando il più alto piazzamento della cantante nel Regno Unito dalla collaborazione con Lady Gaga Telephone del 2009.

## Classifiche

### Classifiche settimanali
| Classifica (2022) | Posizione massima |
| ----------------- | ----------------- |
| Australia         | 6                 |
| Austria           | 51                |
| Belgio (Fiandre)  | 12                |
| Belgio (Vallonia) | 14                |
| Bulgaria          | 9                 |
| Canada            | 4                 |
| Croazia           | 24                |
| Danimarca         | 33                |
| Francia           | 18                |
| Germania          | 42                |
| Grecia            | 8                 |
| Irlanda           | 1                 |
| Islanda           | 8                 |
| Italia            | 59                |
| Libano            | 1                 |
| Lituania          | 14                |
| Lussemburgo       | 20                |
| Nuova Zelanda     | 16                |
| Paesi Bassi       | 14                |
| Portogallo        | 21                |
| Regno Unito       | 2                 |
| Repubblica Ceca   | 86                |
| Slovacchia        | 33                |
| Spagna            | 94                |
| Stati Uniti       | 1                 |
| Sudafrica         | 4                 |
| Svezia            | 30                |
| Svizzera          | 15                |

### Classifiche di fine anno
| Classifica (2022) | Posizione |
| ----------------- | --------- |
| Australia         | 76        |
| Belgio (Fiandre)  | 76        |
| Belgio (Vallonia) | 84        |
| Canada            | 49        |
| Regno Unito       | 38        |
| Stati Uniti       | 38        |

## Date di pubblicazione
| Paese                 | Data           | Formato                      | Versione         | Nota          |
| --------------------- | -------------- | ---------------------------- | ---------------- | ------------- |
| Mondo                 | 20 giugno 2022 | Download digitale, streaming | Originale        | [ 82 ] [ 83 ] |
| Italia                | 24 giugno 2022 | Contemporary hit radio       | Originale        | [ 84 ]        |
| Stati Uniti d'America | 27 giugno 2022 | Adult contemporary radio     | Originale        | [ 85 ]        |
| Stati Uniti d'America | 28 giugno 2022 | Contemporary hit radio       | Originale        | [ 86 ]        |
| Stati Uniti d'America | 28 giugno 2022 | Rhythmic contemporary        | Originale        | [ 87 ]        |
| Stati Uniti d'America | 28 giugno 2022 | Urban contemporary           | Originale        | [ 88 ]        |
| Mondo                 | 22 luglio 2022 | Download digitale, streaming | 2ª versione      | [ 89 ]        |
| Mondo                 | 3 agosto 2022  | Download digitale, streaming | Remixes          | [ 90 ]        |
| Mondo                 | 5 agosto 2022  | Download digitale, streaming | The Queens Remix | [ 91 ]        |